# Paolo Boffetta
Paolo Boffetta, né le 19 juillet 1958, est un épidémiologiste italien. Ses travaux de recherche portent sur le cancer et permettent de mieux comprendre le rôle de l’alcool et du tabac dans le développement du cancer.

## Biographie
Paolo Boffetta est né à Turin, en Italie. Il fréquente la Vittorio Alfieri High School à Turin et étudie la médecine à l’université de Turin. Il obtient son doctorat en médecine en 1982 après être devenu interne au sein de la seconde division de médecine interne et chercheur et assistant de recherche au sein de l’Unité d’épidémiologie du cancer de l’université de Turin.
Après quelques années, il part à New York et travaille comme assistant de recherche au sein du département Statistiques et Épidémiologie de l’American Cancer Society (1986-1988). Il devient assistant de recherche au sein de la Division épidémiologie de l’American Health Foundation à New York en 1988, puis assistant de recherche diplômé au sein de la Division des sciences environnementales et chercheur post-doctorant au sein de la Division Health Policy and Management de l'université Columbia, School of Public Health à New York (1988-89), où il obtient un M.P.H.
En 1990, il rejoint le Centre international de recherche sur le cancer (CIRC) à Lyon, France, tout d’abord en tant que médecin jusqu’en 1994 puis comme chef de la section Épidémiologie environnementale du cancer de 1995 à 2003. Pendant cette période, il est également chercheur détaché au sein de la Division d’épidémiologie et génétique du cancer de l'Institut national du cancer, à Washington (1998/99), professeur associé étranger au sein du Département d’épidémiologie médicale et de microbiologie et au Tumour Biology Centre de l’Institut Karolinska à Stockholm, en Suède (2000-2006).
En 2003, il rejoint le German Cancer Research Center à Heidelberg, Allemagne, où il prend la direction de la division d’épidémiologie clinique. La même année, l’université de Heidelberg lui décerne le titre de professeur d’épidémiologie clinique.
Paolo Boffetta revient au Centre international de recherche sur le cancer seulement un an plus tard, où il prend les fonctions de chef de groupe et de premier coordinateur du Groupe Génétique et Épidémiologie.
Depuis 2001, il est professeur détaché au sein du département de sciences biomédicales et oncologie humaine de l’université de Turin, en Italie, et depuis 2002 professeur associé au sein du département de médecine de l’université Vanderbilt, à Nashville, aux États-Unis. En 2009 il s’affilie au R. Samuel McLaughlin Centre for Population Health Risk Assessment de l’Université d'Ottawa, Canada et devient Professeur Associé au sein du Département d’Épidémiologie de l’Harvard School of Public Health, Boston, USA.
En 2009 il quitte le CIRC et rejoint la faculté de la Mount Sinai School of Medicine à New York, NY, où il exerce en tant que professeur et directeur adjoint du Tisch Cancer Institute. Il est également vice-président de l’International Prevention Research Institute à Lyon.

## Contributions
Paolo Boffetta axe ses recherches sur le rôle des facteurs environnementaux dans la survenue du cancer. 
Paolo Boffetta est membre du comité directeur de l’Asia Cohort Consortium (ACC) et fut président du Molecular Epidemiology Group (MEG) de l’AACR (2008-2009).
Paolo Boffetta est un épidémiologiste prolifique et l'un des plus influents de sa génération, d'après Le Monde. Selon Le Monde, Paolo Boffetta, après son passage au CIRC, a signé des articles relativisant la cancérogénicité de certaines substances (acrylamide, atrazine, diesel, dioxine, formaldéhyde) sur commande de l'industrie.